# السيفا (إقليم الرشيدية)
 السيفا (بالإنجليزية: ES-SIFA)‏ هي جماعة قروية تابعة لإقليم الرشيدية ضمن جهة درعة تافيلالت بالمغرب.  بلغ مجموع عدد سكان السيفا  حسب إحصاءات 2004 حوالي  7881 نسمة  يعيشون في 1022  أسرة.

## إحصاء عام
| السنة | عدد السكان | عدد الأسر | عدد الأجانب |
| ----- | ---------- | --------- | ----------- |
| 1994  | 9159       | 1027      | °°°°        |
| 2004  | 7881       | 1022      | 0           |